# クロライドチャネル
クロライドチャネル、塩化物イオンチャネルまたは塩素チャネル（英: chloride channel）は、塩化物イオンに対して特異性を示すイオンチャネルからなるスーパーファミリーである。これらのチャネルは実際には多くのイオン種を透過する可能性があるが、in vivoでは塩化物イオンが他のアニオンよりもはるかに高濃度で存在するため、この名称がつけられている。ヒトでは、電位依存性イオンチャネルとリガンド依存性イオンチャネル（CaCCファミリーなど）のいくつかのファミリーの特性解析がなされている。
電位依存性クロライドチャネルは、pHの制御、細胞体積の恒常性、有機溶質の輸送、細胞の遊走、増殖や分化の調節など、多くの生理的機能や細胞機能に重要な役割を果たしている。配列の相同性に基づいて、クロライドチャネルはいくつかのグループに分類される。

## 一般的機能
電位依存性クロライドチャネルは、細胞の静止膜電位の設定と適切な細胞体積の維持に重要である。これらのチャネルはCl−
に加えて、HCO−
3、I−
、SCN−
、NO−
3といった他のアニオンも透過する。チャネルの構造は他の既知のチャネルとは類似していない。クロライドチャネルのサブユニットには1本から12本の膜貫通領域が存在する。一部のクロライドチャネルは電位の変化によってのみ活性化されるが、他のものはCa2+や他の細胞外リガンド、pHの変化によって活性化される。

## CLCファミリー
CLCファミリーのクロライドチャネルは10本もしくは12本の膜貫通ヘリックスを有し、各タンパク質が1つのポアを形成する。一部のメンバーはホモ二量体を形成することが示されている。一次構造の面では、既知のカチオンチャネルや他の種類のアニオンチャネルとの関連はみられない。動物ではさらに3つのサブファミリーに分類される。CLCN1は骨格筋の静止膜電位の設定や回復に関与しているのに対し、他のチャネルは腎臓において溶質濃縮機構に重要な役割を果たしている。これらのタンパク質には2つのCBSドメインが存在する。植物細胞においては、クロライドチャネルは細胞内の安全なイオン濃度の維持にも重要である。

### 構造と機構
CLCチャネルと類似したCLC交換輸送体の構造はX線結晶構造解析によって解かれている。CLCチャネルとCLC交換輸送体の一次構造は非常によく類似しているため、チャネルの構造に関する推定の大部分は、この構造が解かれた細菌の交換輸送体の構造をもとに行われている。
CLCチャネルまたはCLC交換輸送体は2つの類似したサブユニットから構成される二量体であり、各サブユニットに1つずつポアが存在する。通常は同じタンパク質2コピーから形成されるホモ二量体であるが、異なるチャネルを人為的に組み合わせることでヘテロ二量体を形成させることもできる。各サブユニットへのイオンの結合は互いに独立しており、イオンの透過や交換は各サブユニットで独立して行われる。
また、各サブユニットの膜貫通領域は互いに関連する配列からなる前半部と後半部に二分される。両者は膜貫通の方向が逆向きであり、両者からなる「逆平行」構造によってアニオンが透過するポアが形成される。ポアには、塩化物イオンやその他のアニオンは通過させるものの、それ以外はほとんど通過させないフィルターが存在する。水分子によって満たされたポアは、Sint、Scen、Sextという3つのアニオン結合部位によってフィルター機能を果たしている。これら結合部位の名称は膜内の位置に対応している。Sintは細胞内（intracellular）に露出しており、Scenは膜内の中心部（center）に位置し、Sextは細胞外（extracellular）に露出している。各結合部位には、それぞれ異なる塩化物イオン（アニオン）が同時に結合する。CLC交換輸送体においては、これらの塩化物イオンはタンパク質と相互作用することで、イオン同士が強く相互作用することはない。一方CLCチャネルでは、タンパク質による隣接イオン間の相互作用の遮蔽は行われていない。各負電荷は隣接する負電荷に対して反発力を発揮し、こうした相互的な反発力がポアの高速通過に寄与していることが示唆されている。
CLC交換輸送体は、同時にH+の輸送も行う。CLC交換輸送体におけるH+経路は、細胞外側に位置するGluex、細胞内側に位置するGluinという2つのグルタミン酸残基を利用する。Gluexは細胞外液とタンパク質の間での塩化物イオン交換も調節している。このことは、塩化物イオンとプロトンは細胞外側では同じ経路を利用しているが、細胞内側では分かれていることを意味している。
CLCチャネルもH+に対する依存性を有するが、Cl−の交換ではなくゲート機能のためである。交換輸送体のように濃度勾配を利用して2個のCl−と1個のH+を交換するのではなく、CLCチャネルは数百万個のアニオンの輸送と同時に1個のH+を輸送する。
真核生物のCLCチャネルには細胞質ドメインも存在する。これらのドメインにはCBSモチーフのペアが存在し、これらの機能については十分な特性解析は行われていない。しかしながら、このモチーフの変異が疾患の原因となることから、その重要性は浮き彫りになっている。先天性ミオトニー、デント病、乳児悪性型大理石骨病、バーター症候群は、こうした変異を原因とする遺伝疾患である。
細胞質に位置するCBSドメインが果たしている役割の少なくとも1つは、アデノシンヌクレオチドを介した調節である。特定のCLCチャネルまたはCLC交換輸送体は、CBSドメインにATP、ADP、AMPまたはアデノシンが結合した際に活性が調節される。この結合が及ぼす影響は各タンパク質に固有のものであるが、特定のCLCチャネルまたはCLC交換輸送体が細胞の代謝状態に感受性を示すものであることが示唆される。

### 選択性
大部分のCLCチャネルにおいてScenが主要な選択性フィルターとして機能しており、SCN−、Cl−、Br−、NO−
3、I−の順に選択的にアニオンを透過する。選択性フィルターに位置するセリン残基（Sercen）をさまざまなアミノ酸に変化させることで、選択性は変化する。

### ゲート機能と速度論
チャネルのゲート機能は、「速いゲート」（fast gatingまたはprotopore gating）そして「遅いゲート」（slow gatingまたはcommon gating）と呼ばれる2つのゲートによって行われる。遅いゲートはタンパク質サブユニットが同時にポアを閉じる動き（協働）を伴うが、速いゲートは各ポアの独立した開閉を伴う。その名が示す通り、速いゲート機能は遅いゲート機能よりもずっと速く行われる。こうしたゲート機能の正確な分子機構の研究は現在も進行中である。
遅いゲートが閉じている場合には、いかなるイオンもポアを通過することはない。遅いゲートが開いている場合、速いゲートは自発的かつ互いに独立に開く。そのため、チャネルには双方のゲートが開いていている状態、双方が閉じている状態、そして一方のみが開いている状態が存在する。こうした生物物理学的性質は、CLCチャネルの二重ポア構造が明らかにされるよりも前に、1チャネルパッチクランプ研究によって示されていた。速いゲートがそれぞれ独立して開くことは、これらの研究で測定されたイオンコンダクタンスの二項分布に反映されている。
H+の輸送はCLCチャネルの速いゲートの開口を促進する。速いゲートが開閉するたびに、1個のH+が膜を越えて輸送される。速いゲートは細胞内のCBSドメインへのアデノシンの結合にも影響される。こうしたドメインがチャネルに及ぼす阻害や活性化といった影響は、各チャネルに固有のものである。

### 機能
CLCチャネルが開いた場合、塩化物イオンは電気化学勾配に従って通過する。CLCチャネルは細胞膜上に発現しており、イオンの透過に加えて膜の興奮性にも寄与している。
CLC交換輸送体はエンドソームやリソソームなど細胞内の構成要素に局在しており、各区画のpH調節を補助している。

### 病理
バーター症候群は腎臓での塩類の喪失と低カリウム性アルカローシスが関連する疾患であり、ヘンレループの太い上行脚における塩化物イオンや関連イオンの輸送の欠陥を原因とする。CLCNKB遺伝子の関与が示唆されている。
腎臓に影響を及ぼす他の遺伝疾患としては、デント病がある。この疾患は低分子蛋白尿と高カルシウム尿症によって特徴づけられ、CLCN5遺伝子の変異の関与が示唆されている。
先天性ミオトニーのうち、トムゼン病とベッカー病はそれぞれCLCN1の優性変異、劣性変異と関連している。

### 遺伝子
- CLCN1（英語版）, CLCN2（英語版）, CLCN3（英語版）, CLCN4（英語版）, CLCN5（英語版）, CLCN6（英語版）, CLCN7（英語版）, CLCNKA（英語版）, CLCNKB（英語版）
- BSND（英語版） - CLCNKA、CLCNKBの補助的βサブユニットであるバーチン（barttin）をコードする。

## E-ClCファミリー
E-ClCファミリー（epithelial chloride channel、TC# 1.A.13）のメンバーは、塩化物イオンの双方向への輸送を触媒する。哺乳類には複数のアイソフォーム（マウスでは少なくとも6個の遺伝子の産物に加えてスプライスバリアント）が存在し、CLCAファミリー（chloride channel accessory）に分類される。CLCAファミリーの最初のメンバーは、ウシの気管の頂端膜から単離された、Ca2+による調節を受けるクロライドチャネルタンパク質である。このタンパク質は生化学的手法によって約140 kDaの複合体であるという特性解析がなされた。このウシEClCタンパク質は903アミノ酸から構成され、4つの膜貫通領域が存在することが推定されている。精製された複合体は、平面脂質二重層中に再構成した際にアニオン選択性チャネルとしての挙動を示した。また、CaMKII依存的機構を介してCa2+による調節を受けていた。遠い関係にあるホモログは、植物や繊毛虫、シネコシスティスSynechocystisや大腸菌Escherichia coliといった細菌にも存在している可能性があり、E-ClCファミリーの少なくとも一部のドメインは古い起源を持つ。

### 遺伝子
- CLCA1（英語版）, CLCA2（英語版）, CLCA3（英語版）, CLCA4（英語版）

## CLICファミリー
CLICファミリー（chloride intracellular ion channel、TC# 1.A.12）は、ヒトでは6種類のタンパク質（CLIC1、CLIC2、CLIC3、CLIC4、CLIC5、CLIC6）から構成される。これらのメンバーは単量体の可溶性タンパク質、そして塩化物イオン選択性のイオンチャネルとして機能する膜タンパク質の双方の形態のものが存在する。これらのタンパク質は膜電位の調節や、腎臓におけるイオンの経上皮吸収や分泌に機能していると考えられている。また、GSTスーパーファミリーに属する。

### 構造
構造生物学的研究からは、可溶性CLICタンパク質はGSTフォールドをとることが示されている。活性部位はグルタレドキシンに類似しており、1つのシステイン残基を持つモノチオールモチーフを有する。CLICタンパク質はグルタレドキシンに類似したグルタチオン依存性オキシドレダクターゼ活性を有することが示されている。CLIC1、CLIC2、CLIC4は2-ヒドロキシエチルジスルフィドを基質として用いる典型的なグルタレドキシン様活性を示す。この活性はCLICのイオンチャネル機能の調節に関与している可能性がある。

## CFTR
CFTRは、ABCトランスポータースーパーファミリーに属するクロライドチャネルである。各チャネルには、2つの膜貫通ドメインと2つのヌクレオチド結合ドメインが存在する。双方のヌクレオチド結合ドメインにATPが結合することで、これらのドメインが結合する変化が引き起こされ、イオン透過孔を開く動きが引き起こされる。ATPが加水分解されると、ヌクレオチド結合ドメインは再び解離し、ポアは閉じる。

### 病理
嚢胞性線維症は、7番染色体に位置するCFTR遺伝子の変異によって引き起こされる。最も一般的な変異はΔF508と呼ばれるもので、508番のフェニルアラニン残基が欠失する変異である。その結果、適切なフォールディングが妨げられ、分解が引き起こされる。アニオンの流れが低下することで水の流れも低下し、脱水した高粘度の粘液が肺に蓄積して感染症の原因となる。

## その他のクロライドチャネルファミリー
- GABAA受容体
- グリシン受容体（英語版）
- カルシウム依存性クロライドチャネル（英語版）
- アニオンチャネルロドプシン（英語版）

## 関連文献
- “Reconstitution of functional voltage-gated chloride channels from complementary fragments of CLC-1”. The Journal of Biological Chemistry 272 (33):  20515–21. (August 1997). doi:10.1074/jbc.272.33.20515. PMID 9252364.
- “Mutations in the human skeletal muscle chloride channel gene (CLCN1) associated with dominant and recessive myotonia congenita”. Neurology 47 (4):  993–8. (October 1996). doi:10.1212/wnl.47.4.993. PMID 8857733.
- “ClC chloride channels”. Genome Biology 2 (2):  REVIEWS3003. (2001). doi:10.1186/gb-2001-2-2-reviews3003. PMC 138906. PMID 11182894.
- “Two decades with dimorphic Chloride Intracellular Channels (CLICs)”. FEBS Letters 584 (10):  2112–21. (May 2010). doi:10.1016/j.febslet.2010.03.013. PMID 20226783.